# Léonora Miano
Léonora Miano (Douala, 1973) è una scrittrice camerunese, residente a Parigi.

## Vita
Léonora Miano è nata a Douala in Camerun nel 1973 e vive a Parigi. Ha scritto 14 libri in francese, tradotti in molte altre lingue. Le sue tematiche sono incentrate intorno alla condizione della donna in Africa e alle difficoltà di queste nella società. La nota giornalista sudafricana Zukiswa Wanner l'ha classificata al primo posto tra le scrittrici africane, nel 2012.

## Opere
- 2016, Crépuscule du tourment, Grasset, ISBN 978-2-246-85414-2
- 2013, La stagione dell'ombra (La Saison de l'ombre, Grasset, ISBN 978-2-246-80113-9), traduzione di Elena Cappellini, Milano: Feltrinelli, 2019
- 2012, Écrits pour la parole, L'Arche éditeur, ISBN 978-2-85181-773-0
- 2012, Habiter la frontière, L'Arche éditeur, ISBN 978-2-85181-786-0
- 2011, Ces âmes chagrines, Plon, ISBN 978-2-259-21287-8
- 2010, Blues pour Elise, Plon,  ISBN 978-2-259-21286-1
- 2009, Les Aubes écarlates, Plon,  ISBN 978-2-259-21067-6
- 2009, Soulfood équatoriale, Robert Laffont,  ISBN 978-2-84111-380-4
- 2008, Tels des astres éteints, Plon, ISBN 2-259-20628-X
- 2008, Afropean Soul, Flammarion, ISBN 2-08-120959-4
- 2008, Pocket Jeunesse, Pocket, ISBN 2-266-17694-3
- 2006, Contours du jour qui vient, Plon, ISBN 2-259-20396-5;
- 2006, L'Intérieur de la nuit, Plon, Pocket, ISBN 2-266-16268-3

### Opere tradotte in italiano
- I contorni dell'alba (Epoché, 2008)
- Notte dentro (Epoché, 2007)

## Premi
- Premio Grinzane Cavour 2008 nella sezione Giovane Autore Esordiente
- Prix Louis Guilloux 2006
- Prix Montalambert du premier roman de femme 2006
- Prix René Fallet 2006
- Prix Bernard Palissy 2006
- Les lauriers verts de la forêt des livres - Révélation 2005
- Prix Femina 2013